# Виклунд, Эмма
Эмма София Кристина Виклунд (швед. Emma Sofia Kristina Wiklund, урождённая Эмма Шёберг (швед. Emma Sjöberg); род. 13 сентября 1968, Стокгольм, Швеция) — шведская фотомодель и киноактриса, наиболее известная главной ролью комиссара полиции Петры (коллега, невеста и супруга Эмильена) в фильме «Такси» и его продолжениях «Часть 2», «Часть 3» и «Часть 4».

## Биография
Родилась в Стокгольме в Швеции 13 сентября 1968 года.
Отец — швед, мать — уроженка Конго. Эмма — фотомодель, снималась в рекламе различных фирм-производителей косметики. В детстве мечтала стать балериной, но из-за высокого роста её не взяли.
Актёрская карьера началась в 1995 году, наибольшую известность в этом качестве она получила, снявшись в фильмах «Такси» (1998—2007) в роли женщины-полицейского Петры — коллега, невеста и супруга Эмильена. В русской версии первого фильма её озвучивала Ирина Маликова, в остальных трёх — Марина Тарасова.
В Швеции у неё собственная передача на телевидении.
В 2003 году вышла замуж за Ханса Виклунда, у них двое детей: дочь Тайра (род. 2001) и сын Элис (род. 2003). В начале 2016 года они развелись.

## Фильмография
| Год  |     | Русское название  | Оригинальное название | Роль                                                                     |
| ---- | --- | ----------------- | --------------------- | ------------------------------------------------------------------------ |
| 1992 | тф  | Инферно           | Inferno               | модель                                                                   |
| 1994 | ф   | Высокая мода      | Prêt-à-Porter         | модель                                                                   |
| 1995 | ф   | Инферно 2         | Inferno 2             | модель                                                                   |
| 1998 | ф   | Такси             | Taxi                  | Петра, комиссар полиции и коллега Эмильена                               |
| 1999 | ф   | Суперагент Саймон | Simon Sez             | танцовщица / секретный агент                                             |
| 2000 | ф   | Такси 2           | Taxi 2                | Петра, комиссар полиции и невеста Эмильена                               |
| 2000 | кор | Лучшая подруга    | Petite copine         | модель                                                                   |
| 2003 | ф   | Такси 3           | Taxi 3                | Петра Кутан-Корбадек, жена Эмильена                                      |
| 2004 | ф   | Долгий поцелуй    | Big Kiss              | Соня                                                                     |
| 2007 | ф   | Такси 4           | Taxi 4                | Петра Кутан-Корбадек, двойной агент, комиссар полиции и супруга Эмильена |